# Jaintia (parganes)
Les parganes Jaintia fou un territori britànic a l'Índia al nord-est del districte de Sylhet, avui a Bangladesh, entre les muntanyes Jaintia i el riu Surma. La superfície era de 1254 km² i la població el 1901 de 121.157 habitants. Estava format per una sèrie de depressions o conques regades per rius menors afluents del Surma; a la vora d'aquest riu i havia les terres més altes però la resta estava inundat quasi tot l'any.

## Història
El territori va formar part dels dominis del príncep natiu que governava les muntanyes Jaintia fins al riu Kalang a la plana d'Assam, coneguts com a rages Jaintia que eren d'origen khasi o synteng, que encara que hinduistes tenien successió per via femenina La tradició ha conservat el nom de 22 rages i aquest record es conforme a les monedes i a les dades conservades que explica la conquesta de l'estat pel rei de Koch Bihar de nom Nar Narayan vers el 1565 i va dominar el país com a vassall fins vers el 1581; a l'inici del segle XVIII el rei Jaintia fou derrotat i capturat pels generals ahoms d'Assam però el poble es va negar a sotmetre's i va resistir mantenint la independència. Els birmans van envair Cachar el 1824 i el raja Jaintia es va aliar als britànics, però la seva fidelitat era dubtosa; el 1832 quatre britànics de Sylhet foren segrestats i tres d'ells sacrificats a Phaljor a la capella de la deessa Kali; com que no era el primer cas (ja hi havia hagut dos casos anteriors) el govern britànic va exigir l'entrega dels culpables, però no fou obtinguda. Llavors el govern britànic va declarar annexionada la part del regne a la plana de Sylhet (1835). El raja llavors va renunciar a tot l'estat i el va transferir als britànics. El 1836 la plana fou organitzada de manera que va durar 20 anys; el 1856 es va reorganitzar fins al 1876. En la nova reorganització de les terres en aquest any els pagaments exigits es van rebaixar perquè eren massa alts per la població; una nova organització es va fer el 1898 per 15 anys.